# Мартынов, Фёдор Кузьмич
Фёдор Кузьмич Мартынов (1910—1972) — начальник управления МВД по Челябинской области, генерал внутренней службы 2-го ранга (1968), заслуженный работник МВД (1960).

## Биография
Начал службу красноармейцем в 1933. Учился в Ленинградском индустриальном (политехническом) институте (1936—1938).С 1939 на оперативной и руководящей работе; в 1943—1947 старший оперуполномоченный, начальник отделения Главного управления по делам о военнопленных и интернированных (ГУПВИ). По служебным заданиям выезжал в Венгрию, Румынию (1945). В 1947—1950 заместитель начальника, начальник лагеря № 27 для военнопленных МВД СССР (город Красногорск Московской области), где содержались высшие немецкие офицеры, в том числе генерал-фельдмаршал Ф. Паулюс. В 1950—1954 начальник УВД Мурманской области. Окончил исторический факультет Университета марксизма-ленинизма (Москва, 1948) и заочную Высшую партийную школу при ЦК КПСС (1960). С 1954 до 1972 начальник УВД Челябинской области. Неоднократно избирался депутатом областного Совета народных депутатов, делегатом партийных съездов. Умер от сердечной недостаточности.

### Звания
- генерал внутренней службы 2-го ранга, 1968.

### Награды
За образцовое выполнение служебного долга, достигнутые результаты в охране общественного порядка, борьбе с уголовной преступностью награждён орденом Ленина (1971), двумя орденами Красной Звезды (1945, 1952), орденом Трудового Красного Знамени (1965), медалью «За победу над Германией в Великой Отечественной войне 1941—1945 гг.» (1945), «За победу над Японией» (1945), «За боевые заслуги» (1950), Малой золотой медалью ВДНХ СССР (1958) и другими наградами.

## Память
Имя Ф. К. Мартынова занесено в Книгу почёта МВД СССР (1970). На здании ГУВД Челябинской области установлена мемориальная доска. В 2000 по предложению Управления по координации деятельности правоохранительных органов администрации Челябинской области, губернатором Петром Ивановичем Суминым было принято постановление об учреждении премии имени Ф. К. Мартынова. В память о Ф. К. Мартынове в Челябинске проходит мемориал по самбо среди сотрудников милиции (с 1990). В честь Ф. К. Мартынова названа одна из улиц города Челябинска, на которой 8 ноября 2012 г. открыта мемориальная доска.